# カン・ソラ
カン・ソラ（朝: 강 소라、1990年2月18日 - ）は、韓国の女優。身長168cm、体重48kg。本貫は晋州姜氏。東国大学演劇学科在学中。KMカルチャー所属。

## 人物・来歴
2009年に映画『40minutes』で女優デビューし、2011年には大ヒット映画『サニー 永遠の仲間たち』にハ・チュナ役で出演し注目を集める。同時期にMBCの人気バラエティ番組『私たち結婚しました』では「SUPER JUNIOR」のイトゥクとともに仮想夫婦を演じて話題となり、実力派歌手ホ・ガクの「Hello」のMVにも出演した。
2014年には『ドクター異邦人』、『ミセン 〜未生〜』と立て続けに話題ドラマに出演。
その後もドラマで主演を務め、妊娠・出産を経て、2023年に『私たち、他人になれるかな?』で主演を務め、6年ぶりにドラマに復帰した。

### 私生活
2020年8月、8歳年上の漢方医との結婚を発表。2021年4月15日に第一子となる長女が誕生し、2023年12月には第二子となる次女が誕生した事を所属事務所が発表した。

## 出演作品

### 映画
| 公開   | 作品                                   | 配役                              |
| ------ | -------------------------------------- | --------------------------------- |
| 2009年 | 40minutes                              | イ·ダジョン 私立探偵を夢見る少女  |
| 2009年 | クァンテの基礎（日本未公開）           | チヒョ クァンテの昔ガールフレンド |
| 2011年 | サニー 永遠の仲間たち                  | ハ·チュナ(10代) サニーのリーダー  |
| 2012年 | メリダとおそろしの森                   | メリダ朝鮮語吹き替え              |
| 2012年 | パパロッティ                           | スッキ主人公に好意を示す女子高生  |
| 2013年 | 頑張って、ビョンホンさん（日本未公開） | 本人役 特別出演                   |
| 2020年 | シークレット・ジョブ                   | ハン・ソウォン 動物園で働く主人公 |
| 2021年 | 雨とあなたの物語                       | スジン 主人公の予備校の友人       |

### ドラマ
| 放映        | 作品                                         | 配役                                                      |
| ----------- | -------------------------------------------- | --------------------------------------------------------- |
| 2010年      | tvN 生意気なヨンエさん 7                     | カン・ソラ ヨンエの弟の妻                                 |
| 2010年      | SBS ドクターチャンプ                         | クォン・ユリ 国家代表水泳選手                             |
| 2010-2011年 | tvN 生意気なヨンエさん 8                     | カン・ソラ ヨンエの弟の妻, スチュワーデス                 |
| 2011年      | KBS1 我が家の女たち                          | ホン・ユンミ ホン・ジュミの妹, 浪人生                     |
| 2012年      | KBS2 ドリームハイ2                           | シン・ヘソン 芸術高校の学生                               |
| 2013年      | SBS おバカちゃん注意報～ありったけの愛～     | ナ・ドヒ 大手アパレル企業BYの企画室長                     |
| 2014年      | tvN 生意気なヨンエさん 12                    | カン・ソラ ヨンエの弟の妻                                 |
| 2014年      | SBS ドクター異邦人                           | オ・スヒョン 大学病院理事長の私生児で実力のある胸部外科医 |
| 2014年      | tvN ミセン 〜未生〜                          | アン・ヨンイ 資源2チームのエリート新入社員                |
| 2015年      | MBC 幸せのレシピ〜愛言葉はメンドロントット   | イ・ジョンジュ レストラン「メンドロントット」を営む       |
| 2016年      | KBS2 町の弁護士チョ・ドゥルホ                | イ・ウンジョ 大手法律事務所に所属する弁護士               |
| 2017年      | tvN ピョン・ヒョクの恋                       | ペク・ジュン フリーター                                   |
| 2018年      | JTBC 僕が見つけたシンデレラ〜Beauty Inside〜 | カン・ソラ 授賞式の参加芸能人、プレゼンター               |
| 2023年      | ENA 私たち、他人になれるかな?                | オ・ハラ 離婚弁護士                                       |

### バラエティ番組
| 放送日       | 番組                                   |
| ------------ | -------------------------------------- |
| 2011年 6-7月 | SBS 強心臓                             |
| 2011年 10月  | XTM トップギア コリア                  |
| 2011年 12月  | MBC 2011 MBC歌謡大祭典                 |
| 2011-2012年  | MBC 私たち結婚しました (with イトゥク) |

### ミュージックビデオ
| 発売   | 表題                   | 歌手            |
| ------ | ---------------------- | --------------- |
| 2009年 | こんないい日にも       | Halla Man       |
| 2009年 | グロリア               | PK ヘマン       |
| 2009年 | ただ                   | キム·ドンウク   |
| 2009年 | 幸せな私を             | ホン·ギョンミン |
| 2011年 | Hello                  | ホ·ガク         |
| 2011年 | 死にたいという言葉しか | ホ·ガク         |

### アルバム
| 発売   | 表題     | 説明               |
| ------ | -------- | ------------------ |
| 2011年 | くるくる | サニー OST         |
| 2012年 | B級人生  | ドリームハイ 2 OST |

## 受賞歴
- 第48回百想芸術大賞 - 女性人気賞（2011年、『サニー 永遠の仲間たち』）
- 第20回釜日映画賞 - 新人女子演技賞（2011年、『サニー 映画の仲間たち』）
- 第5回Mnet 20's Choice - ホットムービースター賞（2011年、『サニー 永遠の仲間たち』）
- スタイルアイコンアワード - 特別賞 今年コンテンツムービー『サニー 永遠の仲間たち』（2011年）
- MBC放送芸能大賞 - 人気賞（ショーバラエティ部門）（2012年）
- 第7回コリアドラマアワード - 女子優秀賞（2014年）